# Anne Lascaris
Pour les articles homonymes, voir Lascaris (homonymie).
Anne Lascaris, née en novembre 1487 et morte en juillet 1554, est une noble issue de la famille Lascaris de Vintimille, héritière du comté de Tende et par mariage elle devient comtesse de Villars.

## Biographie
Anne est la fille de Jean-Antoine II de Lascaris, comte de Tende, seigneur de Marro, Prela et Menton, et de Ysabeau (ou Isabeau, Isabelle) d'Anglure. Elle est née en novembre 1487,.
Elle est mariée, alors qu'elle a onze ans et demi, à Louis de Clermont-Lodève. Le contrat est signé le 10 février 1498. Ils n'ont pas d'enfant.
Le 28 janvier 1501, elle épouse en secondes noces à Tende, René de Savoie, Grand bâtard de Savoie, qui est le demi-frère de Louise de Savoie, mère du roi François Ier,. Selon le travail de recherche des historiens, elle ne semble pas avoir eu un rôle politique majeur.
En l'absence d'héritiers mâles, Anne Lascaris hérite des biens de son père à sa mort, le 13 août 1509.
Lors du décès de son second mari, en mars 1525, elle semble trouver un nouveau statut avec le testament du défunt, devant gérer la tutelle de leurs cinq enfants et des différentes affaires seigneuriales.

## Famille
De son mariage avec René de Savoie, sont issus :
- Claude (1507-1569), comte de Tende, comte de Sommerive en 1561 et gouverneur de Provence de 1525 à 1566[5]. Marié une première fois avec Marie de Chabannes de la Palice (vers 1515-1538), fille de Jacques II de Chabannes de La Palice ;
- Madeleine (vers 1510-1586), mariée en 1526[4] au connétable Anne de Montmorency (1492 † 1567) ;
- Marguerite († 1591), mariée à Antoine II Luxembourg-Ligny (décédé en 1557), comte de Brienne ;
- Honorat (1511-1580), hérite les comtés de Tende et de Sommerive à la mort de son cousin Honoré de Savoie, en 1572. Marié vers 1540 avec Jeanne Françoise de Foix, vicomtesse de Castillon. Fait maréchal de France en 1571.
- Isabelle, mariée en 1527 à René de Bastarnay, comte du Bouchage.